# Иницијатива младих за људска права
Иницијатива младих за људска права (енгл. Youth Initiative for Human Rights, алб. Nisma e të Rinjve për të Drejtat e Njeriut) или YIHR, јесте мрежа невладиних организација активних у Србији, Босни и Херцеговини, Хрватској и Црној Гори. Организација наводи да је фокусирана на изградњу веза и успостављање сарадње између младих људи из различитих етничких група на Балкану. Материјална средства углавном добија од Владе САД, те Косову и Метохију третира као независну државу.
Организација је подржала рад Међународног кривичног суда за бившу Југославију. Такође организује посете Међународној комисији за нестала лица. Године 2008. основан је хрватски огранак организације што је довело до трансформације националних канцеларија/програма у самосталне организације које су 2010. године успоставиле регионалну регионалну мрежу YIHR. Ова организација је била копрималац Награде за људска права „Вацлав Хавел” 2019.

## Деловање у Србији
Током 2020. покренули су интернет презентацију под називом Рат у Србији, где се представљају информације о ратовима деведесетих, са циљем да разбију мит да се у Србији није дешавао рат. На мапи приказаној на сајту Иницијативе, Република Србија је приказана без Косова и Метохије.
Организација је током марта 2024. захтевала да генерал који је био један од ратних лидера војске Србије односно Југославије током НАТО агресије, генерал Владимир Лазаревић, не буде позван да учествује на државној комеморацији 24. марта 2024. у Нишу, уз тврдњу да би то била тешка увреда за цивилне жртве НАТО бомбардовања и све жртве рата на Косову.
Иницијатива организује радионице на којима се предаје наставницима из Србије и Босне и Херцеговине/Републике Српске кроз едукативну методологију Музеја ратног дјетињства и предмете музеја. Марта 2024. једна од наставница које су прошле обуку коју организује Иницијатива је повела групу ученика из Крагујевца у посету Музеју ратног дјетињства у Сарајеву.
Јануара 2023. су подносили притужбу против Безбедносно-информативне агенције због навођења податка да је лице осумњичено за кривично дело тероризам било Албанац.
Иницијатива је давала подршку политичару Николи Сандуловићу. Пружали су подршку и организовали протесте и у корист Аиде Ћоровић.
Током 2024. су на друштвеним мрежама подржавали усвајање политичког документа резолуције о Сребреници.
Запослени Иницијативе младих за људска права су објављивали своје текстове и становишта на порталу Пешчаник.

## Регионалне подружнице

### YIHR - Србија
Иницијатива младих за људска права у Србији (YIHR SR) основана је 2003. године у Београду. Извршна директорка је Софија Тодоровић.

### YIHR - Косово
Иницијатива младих за људска права на територији Косова и Метохије основана је 2004. године у Приштини. Од 2017. године извршни директор је Маригона Шабију.

### YIHR - Босна и Херцеговина
Иницијатива младих за људска права у Босни и Херцеговини (YIHR BiH) основана је 2007. године у Сарајеву. Извршни директор је Ирена Хасић.

### YIHR - Хрватска
Иницијатива младих за људска права у Хрватској (YIHR HR) регистрована је 2008. године у претходном уреду YIHR у Загребу. Извршни директор је Морана Старчевић.

### YIHR - Црна Гора
Иницијатива младих за људска права у Црној Гори (YIHR CG) основана је 2008. године. Извршни директор је Едина Хасанага Чобај.